# Jagannath

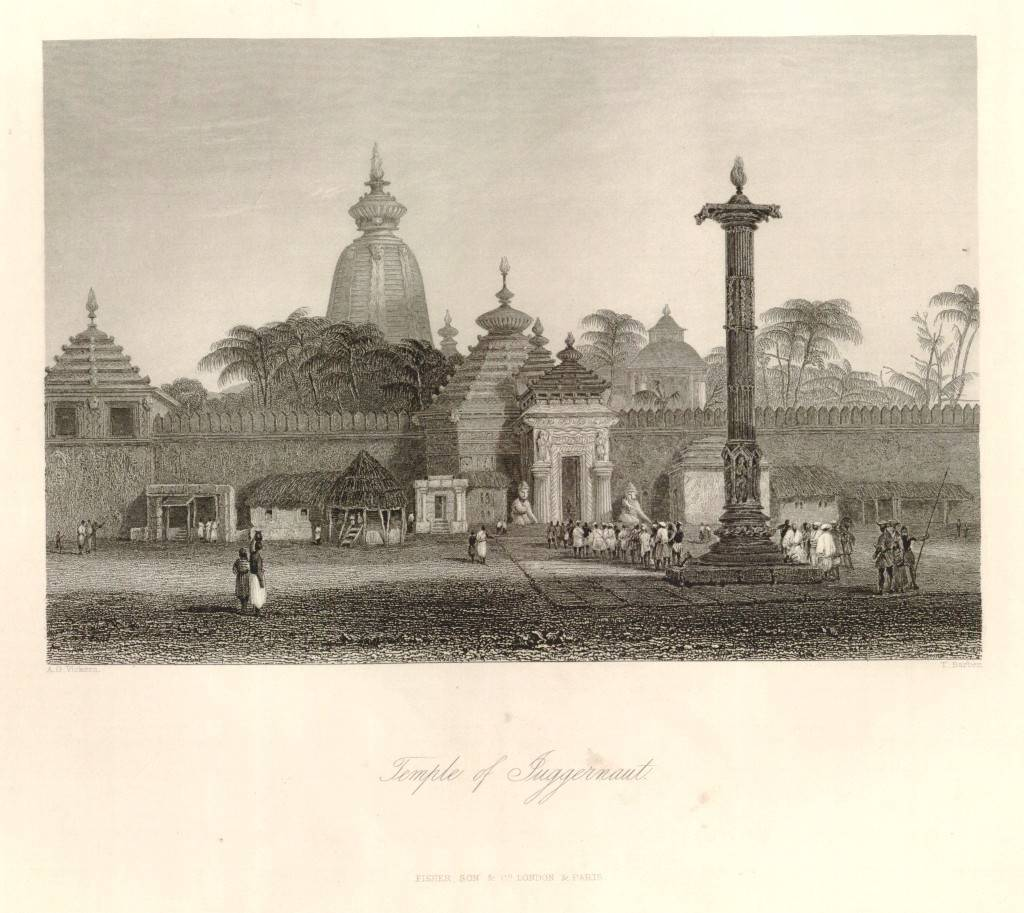
Bild över templet. William Ward 1815

Jagannath (Djagannath, Jagarnath, sv. Jaggernaut, eng. Juggernaut, sanskr. Jagannatha), egentligen "Världens herre", d.v.s. Vishnu eller Krishna, namn på en hinduisk gudomlighet och dess berömda tempel i Puri i Orissa, söder om Bengalen. 
Det heliga området är inneslutet av en mur och hyser över ett hundratal åt olika gudomar helgade tempel, besökta av alla möjliga sekter, ehuru platsen ursprungligen var ägnad Vishnu. I den innersta helgedomen förvaras bilder av Jagannath (helt rå och utan armar), hans bror Balarama och syster Subhadra. Offren till Durga, Shivas gemål, är blodiga, annars oblodiga. Jämte dess dagliga offer firas 24 årliga fester, av vilka vagnfesten vid början av regntiden i juni och juli är den viktigaste. Ursprungligen var templet tillgängligt för alla kaster; nu är emellertid 15 helt uteslutna, och två (tvättare och krukmakare) kommer blott inom första gården. I spetsen för de i 36 grader och 97 klasser indelade tempeltjänarna står rajan av Khurdha, ättling av Orissas gamla kungahus. Därtill kommer 3 000 pilgrimsförare, som i hela Indien verkar för och föranstaltar pilgrimsfärder. Ett strängt vidmakthållet hemlighetssystem om vad som förefaller under pilgrimsresan eller inom tempelområdet upprätthålls inom sektförbunden. Speciellt bindande kraft har en med Jagannath föranstaltad kommunion (mahaprasada).